# Flip-flops

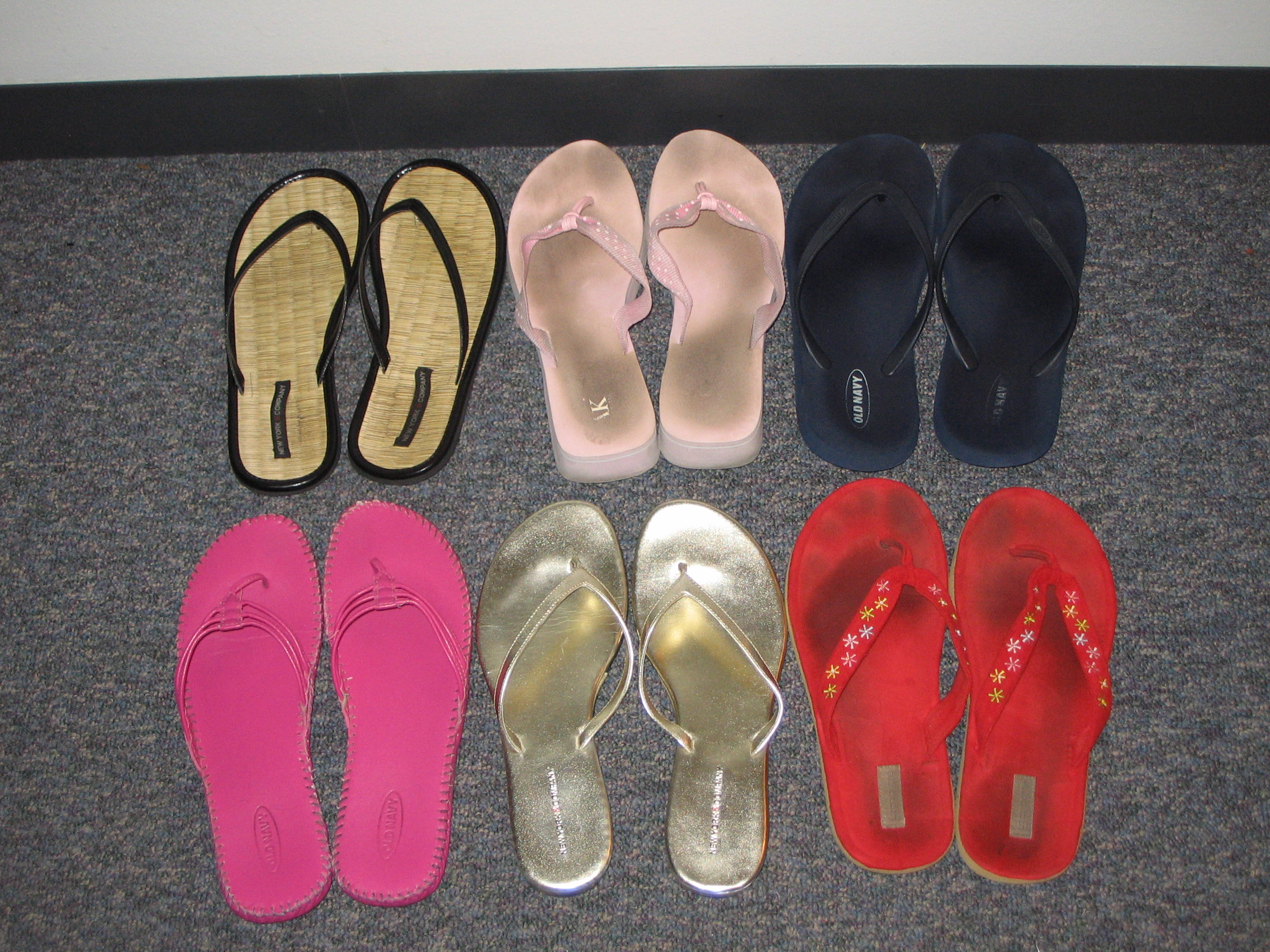
Flip-flops

Flip-flops är en typ av sandaler av gummi eller läder, som hålls på foten med remmar som går mellan tårna.
Stringsandaler har hittats på egyptiska väggmålningar från år 4 000 f.Kr. Det äldsta bevarade paret är från år 1 500 f.Kr. Stringsandalerna tillverkades av papyrus och palmblad i Egypten, råhud i Afrika, yucca i Mexiko, trä i Indien, sisal i Sydamerika och rishalm i Kina och Japan. Flip-flops fick sitt namn först omkring år 1960.